# Nazionale femminile di calcio della Serbia
La nazionale di calcio femminile della Serbia (in serbo Женска фудбалска репрезентација Србије?) è la rappresentativa calcistica femminile internazionale della Serbia, gestita dalla locale federazione calcistica (FSS). Sia la FIFA che l'UEFA considerano la nazionale serba come diretta discendente della nazionale della Jugoslavia e della successiva nazionale di Serbia e Montenegro.
In base alla classifica emessa dalla FIFA il 15 marzo 2024, la nazionale femminile occupa il 35º posto del FIFA/Coca-Cola Women's World Ranking.
Come membro dell'UEFA partecipa a vari tornei di calcio internazionali, come al Campionato mondiale FIFA, al Campionato europeo UEFA, alla UEFA Women's Nations League, ai Giochi olimpici estivi e ai tornei ad invito.

## Storia
Nel 1992 fece il suo esordio la nazionale di calcio della Jugoslavia, in rappresentanza della Repubblica Federale di Jugoslavia, formatasi il 27 aprile dall'unione delle repubbliche di Serbia e Montenegro, a seguito della disgregazione della Repubblica Socialista Federale di Jugoslavia. Un mese dopo la nuova nazionale femminile disputò la sua prima gara contro la Germania, valida per le qualificazioni al campionato europeo 1993; l'andata venne giocata a Sofia in campo neutro e vide la vittoria delle tedesche, mentre il ritorno venne annullato a causa degli eventi bellici in Jugoslavia. Dopo aver saltato le qualificazioni al campionato europeo 1995 per le stesse ragioni, la Jugoslavia tornò a giocare in competizioni internazionali in occasione delle qualificazioni all'europeo 1997 prima e al mondiale 1999 dopo. Il 4 febbraio 2003 lo Stato si trasformò nella confederazione di Serbia e Montenegro e, come tale, la nazionale femminile di calcio partecipò ai tornei internazionali.
Dopo il referendum sull'indipendenza del Montenegro, la confederazione venne sciolta e il 3 giugno 2006 la Serbia divenne uno Stato sovrano. Nello stesso mese di giugno la nazionale femminile di Serbia e Montenegro giocò le sue ultime partite nel gruppo 1 delle qualificazioni al campionato mondiale 2007 e perse contro l'Italia la sua ultima partita. La nuova nazionale femminile, rappresentate la sola Serbia, giocò la sua prima partita internazionale il 5 maggio 2007, vincendo in Slovenia la prima partita del gruppo 3 delle qualificazioni all'europeo 2009. Negli anni seguenti la squadra ha sempre partecipato alle partite di qualificazioni ai campionati europeo e mondiale, senza riuscire a qualificarsi alle fasi finali né alle fasi play-off. Il migliore risultato è stato raggiunto nelle qualificazioni al mondiale 2023, quando la nazionale ha concluso al terzo posto il gruppo H, dietro per un solo punto al Portogallo, che ottenne l'accesso ai play-off. Nel corso di questa fase il 12 aprile 2022 la Serbia batté a sorpresa 3-2 la Germania. Nell'edizione inaugurale della UEFA Women's Nations League la nazionale serba venne inserita nella Lega B, e, concludendo al secondo posto il gruppo 3, avanzò agli spareggi per la promozione in Lega A. Dopo aver pareggiato in casa l'andata, perse 2-1 il ritorno contro l'Islanda, mantenendo così la partecipazione alla Lega B.

## Partecipazioni ai tornei internazionali
Legenda: Grassetto: Risultato migliore, Corsivo: Mancate partecipazioni